# Monnina boliviensis
Monnina boliviensis är en jungfrulinsväxtart som beskrevs av Alfred William Bennett. Monnina boliviensis ingår i släktet Monnina och familjen jungfrulinsväxter. Inga underarter finns listade i Catalogue of Life.